# Amphiglossus johannae
Amphiglossus johannae е вид влечуго от семейство Сцинкови (Scincidae). Видът е незастрашен от изчезване.

## Разпространение
Разпространен е в Коморски острови и Майот.